# Лейденский музей
Лейденский музей или Государственный музей древностей  (нид. Rijksmuseum van Oudheden) — национальный археологический музей в Лейдене, Нидерланды. Музей появился благодаря коллекции Лейденского университета, с факультетом археологии которого по-прежнему сотрудничает. Музей позиционирует себя как Национальный центр археологии, акцентируя внимание на древнем Египте, древнем Ближнем Востоке, античном мире Греции, Этрурии, Рима и истории Нидерландов (доисторическая, римская и средневековая эпохи).
Музей носит звание «Европейский музей года — 2003».

## Коллекции
В музее имеются следующие отделы с постоянными экспозициями:
- Древний Египет
- Древний Ближний Восток
- Античность
  - Этрусская цивилизация
  - Древняя Греция
  - Древний Рим
- История Нидерландов
  - Доисторические Нидерланды
  - Нидерланды при римлянах
  - Нидерланды в средневековье

В кинозале музея демонстрируются документальные короткометражные фильмы. Иногда проводятся образовательно-развлекательные мероприятий для детей, к примеру, детские экскурсии или поиск сокровищ.

### Отдел Древнего Египта
Египетская коллекция Лейденского музея считается крупнейшей в мире. В Центральном зале музея стоит оригинальный египетский храм из Тафиса (ок. 25 год до н. э.), собранный в музее. В благодарность за помощь по спасению предметов, которые могли уйти под воды озера Насер при строительстве Асуанской плотины, Египетское правительство передало храм в дар Нидерландам. Среди примечательных артефактов отдела: саркофаг (внешний гранитный и внутренний из известняка) визиря Древнего царства, мастаба Хетепхерашет V династии, три набора изображений Майя и Мерит (XIV век до н. э.).

### Отдел Древнего Востока
Артефакты Древнего Востока выставлены на первом этаже музея и относятся к различным культурам с 3000 года до. н. э. до 301 года н. э.: шумеры, аккадцы, вавилоняне, ассирийцы, хетты и персы. Примечательны статуэтки Гудеа — правителя Лагаша, шумерская фигурка молящегося (ок. 2200 до н. э.).

### Отдел Античности
Отдел содержит греческие вазы, статуи, керамику, обмундирование IV века до н. э.
Этрусское искусство представлено бронзовыми (мальчик с гусем, 37-см воин) и вотивными изделиями, золотыми фибулами, керамикой, буккеро, антефиксами, урнами культуры Вилланова, терракотовым саркофагом. Не вся этрусская коллекция выставлена — часть находится в хранилище.
Римское искусство занимает два этажа: на первом — артефакты из Рима, а на втором — предметы периода римского владычества на территории современных Нидерландов. Здесь находятся макет богатого дома из Помпеев, колумбарий императора Траяна, найденный в городе Утика рядом с Тунисом.

### Отдел истории Нидерландов
Материальная культура рассказывает историю Нидерландов от древности до периода средневековья. Здесь представлены Виллемстадский человечек возрастом около 6500 лет, реконструкция женщины Трейнтье (нид. Trijntje) из Хардинксвелд-Гиссендам — древнейших останков человека на территории Нидерландов, а также могилы вождей племён из Осса и Вихена.
Отдел римской истории Нидерландов подразделяется на три части: оружие, бытовые предметы (Саркофаг из Симпельфельда, алтари богини Нехаленнии, найденные в провинции Зеландия).
Средневековый отдел истории Нидерландов содержит серебряные предметы викингов, найденные в Вирингене, также драгоценную фибулу из Дорестада.

## История

### Руководство Роувенса
После смерти Херарда ван Папенбрука в 1743 году его Конрадус Лейманс из 150 предметов древности по завещанию отошла Лейденскому университету. Она была выставлена на публику, но только полвека спустя получила должный уход. Её куратором стал первый в истории профессор археологии Каспар Роувенс (1793—1835).
Роувенс пополнил коллекцию артефактами из Нидерландов и за её пределами. Некоторые экспонаты Рейксмюсеума в Амстердаме согласно господдержке в 1825 году были переданы в коллекцию Лейдена. Некоторые предметы из коллекции де Томса числились среди любимых директора Амстердамского музея, поэтому они переехали в Лейден в 1844 году. В 1826 коллекцию пополнили доисторические артефакты из Музея естественной истории.

### Коллекция Роттьера
Музей рос и за счёт покупки иностранных коллекций. Среди первых была коллекция Роттьера, принадлежавшая отставному фламандскому полковнику. Он начал собирать её в Афинах, а в 1820 году предложил передать странам Бенилюкса. Роувенс отправился установить ценность коллекции, которая своими древнегреческими скульптурами и керамикой дополнила бы недостающий отдел музея. Несмотря на предупреждение правительства не покупать коллекцию за любые деньги, Роувенс приобрёл её за 12 тысяч гульденов.
В 1822 Роттьер продал вторую часть коллекцию, лучший предмет которого — мраморная голова — окажется подделкой. Её происхождение туманно. Роттьер и его сын утверждали, что сами откопали часть коллекции, но, скорее всего, они её просто купили. Также Роттьер признавался, что по молодости продавал подделки, но обещал с Роувенсом быть честным.
В 1824 −1826 Роттьер путешествовал за счёт министерства по Средиземному морю, чтобы собирать древности. Затея не дала значительных результатов. Роттьер устроил раскопки на Милосе, зарисовал на Родосе средневековую архитектуру, большая часть которой позже была уничтожена, сохранившись лишь на рисунках Роттьера.
В марте и сентябре 1826 года в музей доставили от Роттьера древности без должного описания. Роувенс с недовольством описывал приобретения музея.

### Вклад Хумберта
Пока Роттьер собирал артефакты в восточном Средиземноморье, Жан Эмиль Хумберт проводил раскопки в Тунисе (1822—1824 годы). Из этой первой экспедиции Хумберт привёз 8 статуй, украшающие сегодня Лейденский музей.
Во вторую экспедицию Хумберт отправился в Тунис, но по пути остановился в Италии. Несмотря на вопиющее нарушение соглашения, эта экспедиция принесла значительные результаты. Коллекцию этрусских артефактов, известную как Museo Corazzi, музей приобрёл за 30 тысяч гульденов. Прежде этрусские древности не были широко известны за пределами Италии. Важным приобретением стала египетская коллекция Джованни Анастаси. После долгих переговоров между голландским послом в Риме и Хумбертом с представителями Анастаси коллекцию продали за ок. 115 тысяч гульденов. Данная сделка считается самой крупной не только в карьере Хумберта и Роувенса, но и среди музеев, приобретавших египетские древности.

### Смерть Роувенса
В последние годы жизни наблюдалось значительное снижение государственного финансирования. Бунт и отделение Бельгии в 1830 году нанесли урон казне. Роувенс скончался в 1835 году от инсульта, оставив после себя музей с прекрасной экспозицией, пополнившейся коллекциями Папенбрука, этрусскими, египетскими, римскими, греческими, карфагенскими и другими артефактами.

### Руководство Лейманса
После смерти Роувенса музей возглавил его ученик Конрадус Лейманс. При нём музею выделили отдельное здание. Рост коллекции на прошлых примерах не представлялся более возможным, и Лейманс обратился с просьбой через газету к частным коллекционерам, голландским послам и консулам. Благодаря этой затее со всего мира в музей продолжили поступать артефакты.
В 1839 году Лейманс на посту директора приобрёл 100 итальянских ваз из коллекции, некогда принадлежащей Люсьену Бонапарту. С 1839 года Лейманс выпускал описание коллекций музея, знаменуя «период упорядочивания после беспокойных лет поисков».

## История здания

### До и при Рейвенсе
Вопрос подходящего здания для археологической коллекции был предметом постоянных споров между Рейвенсом, попечителями музея и правительством Нидерландов. Коллекцию Папенбрука разместили в здании ботанического сада университета, где влажность повредила скульптуры. К тому же число статуй росло, и часть пришлось выставить под открытым небом.
В 1821 году в новое крыло Музея естественной истории перенесли археологический отдел, где оказалось недостаточно света и места для растущей коллекции. В 1824 году просьбу Рейвенса предоставить отдельный корпус под Национальный музей древностей с лекторием, реставрационным залом и другими необходимыми помещениями отвергли из-за дороговизны.
Среди предложений звучал вариант переноса музея в другой город — Брюссель, Амстердам или Гаагу. Рейвенс выступил категорически против, апеллируя к академической атмосфере Лейдена, как оплоту гуманитарных наук. После откола Брюсселя со всей Бельгией от Нидерландов главным кандидатом на город-преемник лейденской коллекции остался Амстердам. Внезапная смерть ещё молодого Рейвенса всколыхнула научный мир и приостановила решение вопроса переезда.

### При Леймансе
Как и его учитель Лейманс жаловался на плохое состояние древностей из-за ограниченного финансирования и недостаток помещений. В ноябре 1835 года университет приобрёл под нужды музея особняк XVIII века. Лейманс руководил ремонтными работами и перевозом коллекции в новое здание. В августе 1838 года состоялось торжественное открытие Лейденского музея.

## Посетителям
Музей расположен по адресу Rapenburg 28 в городе Лейден и открыт для посетителей с четверга по воскресенье (понедельник — в дни школьных каникул) с 10 до 17 часов. Особые выходные дни: 1 января, 27 апреля, 3 октября и 25 декабря.